# Daniel Ortega
José Daniel Ortega Saavedra (phát âm tiếng Tây Ban Nha: [xoˈse ðaˈnjel orˈteɣa saˈβeðɾa]; [xose ðanjel orteɣa saβeðɾa]; sinh 11 tháng 11 năm 1945) là đương kim thống thống, tổng thống thứ 83 của Nicaragua, đã phục vụ từ 10 tháng 1 năm 2007. Trước đây, Ông là tổng thống thứ 79 trong thời gian từ ngày 10 tháng 1 năm 1985 đến ngày 25 tháng 4 năm 1990. Đối với phần lớn cuộc sống của mình, ông đã được một nhà lãnh đạo trong Mặt trận Giải phóng Quốc gia Sandinista (Frente Sandinista Nacional de Liberación hoặc FSLN). Vào tháng 11 năm 2021, Daniel Ortega, được bầu lại cho nhiệm kỳ 5 năm lần thứ tư với 75% phiếu bầu, theo kết quả chính thức một phần đầu tiên do Hội đồng bầu cử tối cao công bố.

## Thuở nhỏ
Ortega sinh ra ở La Libertad, bộ phận của Chontales, Nicaragua, thành một gia đình thuộc tầng lớp lao động. Cha mẹ anh, Daniel Ortega Cerda và Lidia Saavedra, phản đối chế độ của Anastasio Somoza Debayle. Mẹ của anh ta đã bị Lực lượng Vệ binh Quốc gia của Somoza bắt giam vì sở hữu "những bức thư tình", mà cảnh sát cho rằng đó là những mật thư chính trị được mã hóa. Ortega và hai anh trai của ông lớn lên trở thành những nhà cách mạng. Anh trai của anh ấy Humberto Ortega là một cựu tướng quân, lãnh đạo quân sự và nhà văn xuất bản, và người anh thứ ba Camilo Ortega đã chết khi chiến đấu với chế độ Somoza vào năm 1978. Họ có một người chị gái, Germania, người đã chết.

## Sự nghiệp chính trị

### Sự nghiệp ban đầu
Ngay từ khi còn nhỏ, Ortega đã phản đối tổng thống Nicaragua Anastasio Somoza Debayle, và tham gia vào phong trào ngầm chống lại chính phủ của ông ta. Ortega và anh trai Humberto thành lập phe Insurrectionist, hay Tercerista (Con đường thứ ba), đỉnh điểm là Cách mạng Nicaragua. Sau khi chính phủ của Somoza Debayle bị lật đổ và lưu đày, Ortega trở thành lãnh đạo của Ủy ban Tái thiết Quốc gia đa đảng phái cầm quyền.
Ortega lần đầu tiên bị bắt vì các hoạt động chính trị ở tuổi 15, và nhanh chóng gia nhập Mặt trận Giải phóng Quốc gia Sandinista (FSLN) lúc bấy giờ là ngầm vào năm 1963. Năm 1964, Ortega đến Guatemala , nơi cảnh sát đã bắt giữ anh ta và giao anh ta cho Vệ binh Quốc gia Nicaragua. Sau khi được thả khỏi nơi giam giữ, Ortega đã dàn xếp vụ ám sát kẻ đã tra tấn anh, Vệ binh Gonzalo Lacayo, tháng 8 năm 1967.
Sau khi được trả tự do vào năm 1974, Ortega bị đày đến Cuba. Ở đó, ông được đào tạo về chiến tranh du kích từ chính phủ Marxist–Leninist của Fidel Castro. Sau đó, ông bí mật trở về Nicaragua.
Vào cuối những năm 1970, sự chia rẽ trong chiến dịch của FSLN chống lại Somoza đã khiến Ortega và anh trai Humberto thành lập phe Insurrectionist, hay Tercerista (Con đường thứ ba). Terceristas tìm cách kết hợp các chiến lược chiến tranh du kích riêng biệt của hai phe khác, Guerra Prolongada Phổ biến (GPP, hay Chiến tranh Nhân dân kéo dài) của Tomás Borge, và Khuynh hướng Vô sản của Jaime Wheelock. Anh em nhà Ortega đã liên minh với nhiều lực lượng chống Somoza, bao gồm các nhà hoạt động Công giáo và Tin lành, và các nhóm xã hội dân sự không theo chủ nghĩa Mác khác. Terceristas trở thành phe hiệu quả nhất trong việc sử dụng sức mạnh chính trị và quân sự, và việc thúc đẩy đoàn kết FSLN của họ đã nhận được sự ủng hộ của các nhà lãnh đạo cách mạng như Fidel Castro.

### Tổng thống
Khi Somoza bị FSLN lật đổ vào tháng 7 năm 1979, Ortega trở thành thành viên của Junta Tái thiết Quốc gia gồm năm người, bao gồm chiến binh Sandinista Moisés Hassan, tiểu thuyết gia Sergio Ramírez, doanh nhân Alfonso Robelo, và Violeta Barrios de Chamorro, góa phụ của một nhà báo bị sát hại. Vào tháng 9 năm 1979, Tổng thống Hoa Kỳ Carter tiếp Ortega tại Nhà Trắng, và cảnh báo ông không được trang bị vũ khí cho các phong trào du kích cánh tả Trung Mỹ khác. Vào thời điểm đó , Ortega đã nói thật khi phủ nhận sự tham gia của Sandinista vào các nước láng giềng. Khi Ortega chất vấn người Mỹ về việc CIA ủng hộ các nhóm chống Sandinista, Carter và Thứ trưởng Ngoại giao Warren Christopher cho biết các báo cáo là sai. Sau cuộc họp, Carter đã yêu cầu Quốc hội viện trợ 75 triệu đô la cho Nicaragua, tùy thuộc vào lời hứa của chính phủ Sandinista là không viện trợ cho các nước khác quân du kích.

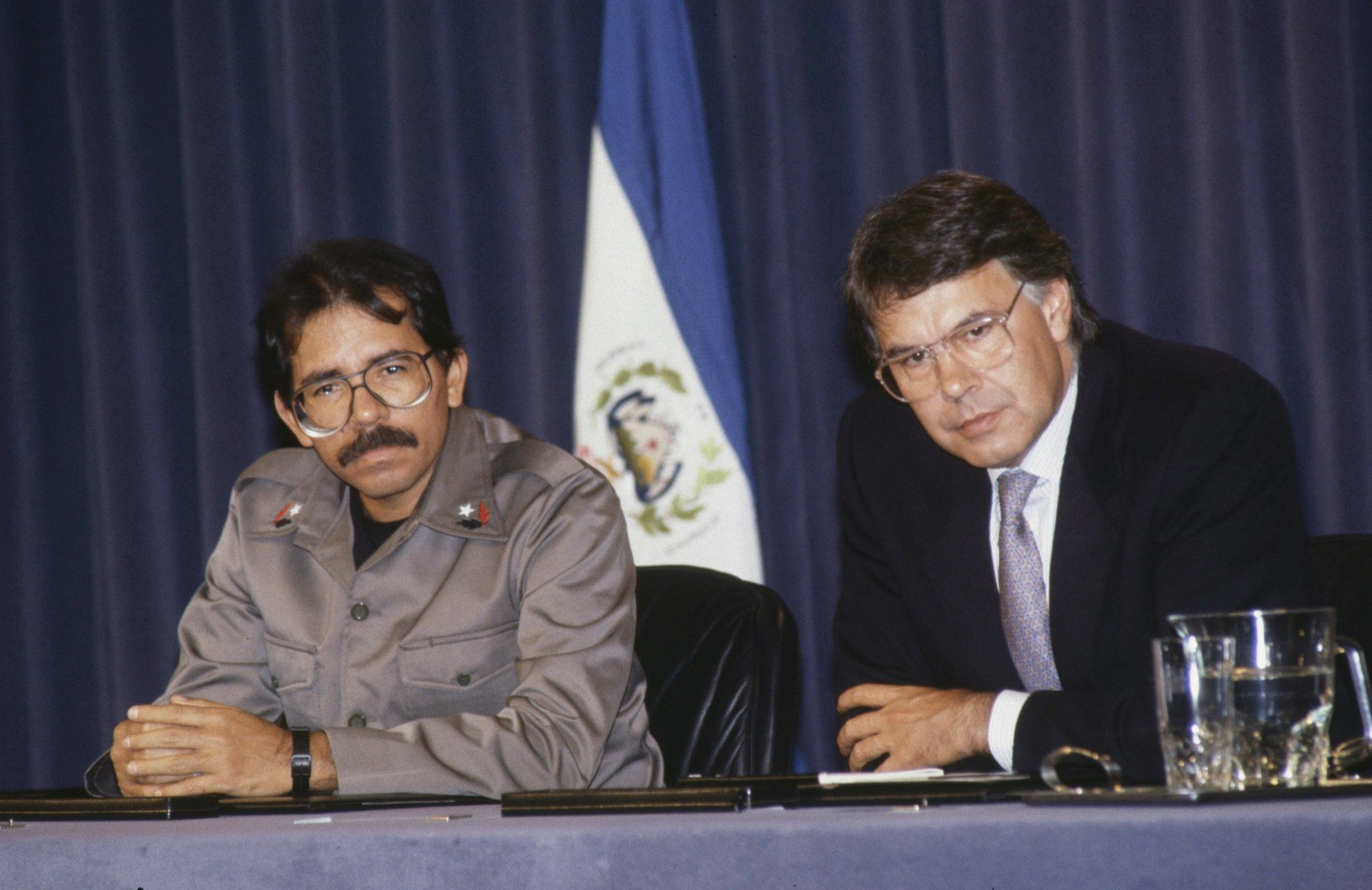
Daniel Ortega với Chủ tịch Chính phủ Felipe González năm 1989.

FSLN thống trị chính quyền quân sự, Robelo và Chamorro từ chức, và vào năm 1981, Ortega trở thành điều phối viên của quân đội. Là thành viên duy nhất của Ban Giám đốc Quốc gia FSLN trong Junta, ông là nhà lãnh đạo hiệu quả của đất nước. Sau khi giành được quyền lực, FSLN bắt tay vào một chương trình cải cách xã hội đầy tham vọng. Họ sắp xếp để phân phối lại 20.000 kilômét vuông (5 triệu mẫu Anh) đất cho khoảng 100.000 gia đình; phát động phong trào xóa mù chữ và cải thiện chăm sóc sức khỏe giúp chấm dứt bệnh bại liệt thông qua tiêm chủng hàng loạt, đồng thời giảm tần suất mắc các bệnh có thể điều trị khác. Quốc hữu hóa Sandinista các nỗ lực đã ảnh hưởng đến hầu hết các ngân hàng và ngành công nghiệp thuộc sở hữu của đại gia đình Somoza. Hơn một nửa số trang trại, doanh nghiệp và ngành công nghiệp vẫn nằm trong tay tư nhân. Chính phủ cách mạng muốn duy trì một nền kinh tế hỗn hợp và hỗ trợ đầu tư của khu vực tư nhân. Hội đồng Doanh nghiệp Tư nhân Cấp cao (COSEP) phản đối cải cách kinh tế của Sandinistas. Tổ chức chính của doanh nghiệp lớn Nicaragua bao gồm các gia đình thịnh vượng từ các thành phố ven biển Thái Bình Dương, những người thống trị thương mại và ngân hàng. Ortega đã có một đường lối rất cứng rắn chống lại những người phản đối các chính sách của ông: Vào ngày 21 tháng 2 năm 1981 , quân đội Sandinista đã giết 7 Miskito người da đỏ và làm bị thương 17 người.
Chính quyền của Ortega đã buộc nhiều người dân bản địa phải di dời: 10.000 người đã được di dời vào năm 1982. Hàng nghìn người Ấn Độ chạy sang tị nạn qua biên giới ở Honduras, và chính phủ của Ortega đã bỏ tù 14.000 người ở Nicaragoa. Nhà nhân chủng học Gilles Bataillon gọi đây là "chính trị diệt chủng" ở Nicaragua. Người da đỏ thành lập hai nhóm nổi dậy – Misura và Misurasata. Họ được tham gia ở phía bắc bởi Lực lượng Dân chủ Nicaragua (FDN) và ở phía nam bởi những người Sandinistas cũ và tầng lớp nông dân, những người, dưới sự lãnh đạo của Edén Pastora, đang chống lại quá trình tập thể hóa cưỡng bức.
Năm 1981, Tổng thống Hoa Kỳ Ronald Reagan cáo buộc FSLN tham gia với Xô Viết-được hỗ trợ Cuba trong việc hỗ trợ các phong trào cách mạng Marxist ở [[Mỹ Latinh] khác ]]n quốc gia, chẳng hạn như El Salvador. Những người trong Chính quyền Reagan đã ủy quyền cho CIA bắt đầu tài trợ, trang bị vũ khí và huấn luyện quân nổi dậy thành quân du kích chống Sandinista, một số người trong số họ từng là sĩ quan của Lực lượng Vệ binh Quốc gia của Somoza. Chúng được gọi chung là Contras. Điều này dẫn đến một trong những vụ bê bối chính trị lớn nhất trong lịch sử Hoa Kỳ, (Vụ Iran–Contra). Oliver North và một số thành viên của chính quyền Reagan đã bất chấp Tu chính án Boland, bán vũ khí cho Iran và sử dụng số tiền thu được để bí mật tài trợ cho Contras.
Cuộc chiến Contra đã cướp đi sinh mạng của 30.000 người ở Nicaragua. Các chiến thuật được chính phủ Sandinista sử dụng để chống lại Contras đã bị lên án rộng rãi vì đàn áp các quyền dân sự của họ. Vào ngày 15 tháng 3 năm 1982, Junta tuyên bố tình trạng bao vây, cho phép họ đóng cửa các đài phát thanh độc lập, đình chỉ quyền lập hội và hạn chế quyền tự do của các công đoàn. Ủy ban Thường trực về Nhân quyền của Nicaragua đã lên án những vi phạm nhân quyền của Sandinista, cáo buộc họ giết hại và cưỡng bức hàng nghìn người mất tích trong vài năm đầu của cuộc chiến.
Tại tổng tuyển cử năm 1984 Ortega đắc cử tổng thống với 67% phiếu bầu và nhậm chức vào ngày 10 tháng 1 năm 1985. Trong giai đoạn đầu của chiến dịch tranh cử, Ortega được hưởng nhiều lợi thế về thể chế và sử dụng toàn bộ quyền lực của báo chí, cảnh sát và Hội đồng bầu cử tối cao chống lại phe đối lập rạn nứt. Trong những tuần trước cuộc bầu cử tháng 11, Ortega đã đưa ra một bài phát biểu của Liên hợp quốc lên án các cuộc đàm phán được tổ chức tại Rio de Janeiro về cải cách bầu cử. Nhưng đến ngày 22 tháng 10, gia đình Sandinista đã ký một thỏa thuận với các đảng đối lập để cải cách luật bầu cử và vận động tranh cử, khiến quá trình này công bằng và minh bạch hơn.
Trong cuộc bầu cử tổng thống năm 1990, Ortega đã thua cuộc tái tranh cử trước Violeta Barrios de Chamorro, đồng nghiệp cũ của ông trong chính quyền. Chamorro được hỗ trợ bởi Hoa Kỳ và một liên minh gồm 14 đảng phái chống Sandinista được gọi là Liên minh Đối lập Quốc gia (Unión Nacional Oppositora, UNO), một liên minh bao gồm từ những người bảo thủ và tự do đến những người cộng sản. Cô ấy đã điều hành một chiến dịch hiệu quả, thể hiện mình là ứng cử viên hòa bình và hứa sẽ chấm dứt Chiến tranh chống đối do Hoa Kỳ tài trợ nếu cô ấy thắng. Ortega đã vận động tranh cử với khẩu hiệu "Mọi thứ sẽ tốt đẹp hơn" và hứa rằng, khi cuộc chiến Contra kết thúc, ông có thể tập trung vào phục hồi của quốc gia. Trái ngược với những gì hầu hết các nhà quan sát mong đợi, Chamorro đã gây sốc cho Ortega và thắng cử. Liên minh UNO của Chamorro đã giành được 54% phiếu bầu và giành được 51 trong số 92 ghế trong Quốc hội. Ngay sau thất bại, Sandinistas đã cố gắng duy trì sự thống nhất xung quanh tư thế cách mạng của họ. Trong bài phát biểu nhượng bộ của Ortega vào ngày hôm sau, ông thề sẽ tiếp tục "cai trị từ bên dưới" ám chỉ đến quyền lực mà FSLN vẫn nắm giữ trong các lĩnh vực khác nhau. Ông cũng nhấn mạnh niềm tin của mình rằng Sandinistas có mục tiêu mang lại "phẩm giá" cho Mỹ Latinh chứ không nhất thiết phải giữ các chức vụ trong chính phủ. Năm 1991, Ortega cho biết các cuộc bầu cử là "công cụ để tái khẳng định" "lập trường chính trị và ý thức hệ" của FSLN, đồng thời "đối đầu với chủ nghĩa tư bản". các bộ phận trong FSLN. Một số thành viên đã áp dụng các quan điểm thực dụng hơn và tìm cách biến FSLN thành một đảng dân chủ xã hội hiện đại tham gia vào hòa giải dân tộc và hợp tác giai cấp. Ortega và những người trong đảng khác đã tìm thấy điểm chung với những người cấp tiến, những người vẫn thúc đẩy chống chủ nghĩa đế quốc và xung đột giai cấp để đạt được sự thay đổi xã hội.
Những lời giải thích khả dĩ cho sự mất mát của anh ấy bao gồm việc người dân Nicaragua không hài lòng với chính phủ Ortega cũng như thực tế là vào tháng 11 năm 1989, Nhà Trắng đã thông báo rằng lệnh cấm vận kinh tế đối với Nicaragua sẽ tiếp tục trừ khi Violeta Chamorro giành chiến thắng. Ngoài ra, đã có báo cáo về sự đe dọa từ phía phe đối lập, với phái bộ quan sát viên Canada tuyên bố rằng 42 người đã bị giết bởi lực lượng chống đối trong "bạo lực bầu cử" vào tháng 10 năm 1989.
Các chính sách của Ortega trở nên ôn hòa hơn trong thời gian ông đối lập, và ông dần thay đổi phần lớn lập trường Marxist-Leninst trước đây của mình để ủng hộ chương trình nghị sự chủ nghĩa xã hội dân chủ. Đức tin Công giáo La Mã của ông cũng đã trở nên công khai hơn trong những năm gần đây, khiến Ortega chấp nhận nhiều chính sách bảo thủ xã hội; vào năm 2006, FSLN đã tán thành một đạo luật nghiêm ngặt cấm tất cả phá thai ở Nicaragua. Trong thời gian chuẩn bị cho cuộc bầu cử năm 2006, Ortega đã thể hiện mối quan hệ của mình với Giáo hội Công giáo bằng cách lập lại lời thề hôn nhân trước Hồng y Miguel Obando y Bravo.

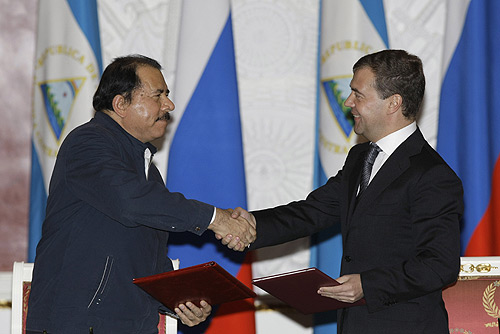
Ortega với Dmitry Medvedev năm 2008

Ortega có công trong việc tạo ra hiệp ước chiến lược gây tranh cãi giữa FSLN và Đảng Tự do Lập hiến (Partido Liberal Constitucionalista, PLC). Liên minh gây tranh cãi của hai đảng lớn ở Nicaragua nhằm mục đích phân chia quyền lực giữa PLC và FSLN, đồng thời ngăn cản các đảng khác trỗi dậy. Sau khi ký thỏa thuận vào tháng 1 năm 2000, hai bên đã kiểm soát ba cơ quan chủ chốt của nhà nước: Tổng kiểm soát của nước Cộng hòa, Tòa án Tối cao, và Hội đồng Bầu cử Tối cao. "El Pacto", như được biết đến ở Nicaragua, được cho là đã mang lại lợi ích to lớn cho các cựu tổng thống Ortega và Alemán, đồng thời hạn chế tổng thống khi đó là Bolaños. Một trong những thỏa thuận quan trọng của hiệp ước là hạ thấp tỷ lệ cần thiết để giành chiến thắng trong cuộc bầu cử tổng thống ở vòng đầu tiên từ 45% xuống 35%, một sự thay đổi trong luật bầu cử sẽ mang tính quyết định có lợi cho Ortega trong cuộc bầu cử năm 2006.

### Bầu cử tổng thống năm 2001
Trong cuộc tổng tuyển cử tháng 11 năm 2001, Ortega đã thua cuộc bầu cử tổng thống lần thứ ba liên tiếp, lần này là trước Enrique Bolaños của Đảng Tự do theo chủ nghĩa lập hiến.
Dưới sự chỉ đạo của Ortega, FSLN đã thành lập liên minh rộng lớn Hội tụ quốc gia (Hội tụ quốc gia) để đối lập với PLC. Ortega đã từ bỏ giọng điệu cách mạng trong quá khứ và truyền vào chiến dịch của mình hình ảnh tôn giáo, trong các bài phát biểu cảm ơn "Chúa và Cách mạng" cho nền dân chủ sau năm 1990, đồng thời nói rằng một chiến thắng của Sandinista sẽ giúp người dân Nicaragua "vượt qua biển và đến được Miền đất hứa." Hoa Kỳ đã phản đối ứng cử viên của Ortega ngay từ đầu. Đại sứ Hoa Kỳ thậm chí còn xuất hiện với Enrique Bolanos của PLC trong khi phân phát viện trợ lương thực. Ngày 11 tháng 9 năm 2001, các cuộc tấn công khủng bố đã làm tiêu tan cơ hội của Ortega, với tư cách là mối đe dọa về một cuộc xâm lược của Hoa Kỳ đã trở thành một vấn đề. Bolanos đã thuyết phục nhiều người Nicaragua rằng sự thù địch mới của Hoa Kỳ đối với chủ nghĩa khủng bố sẽ gây nguy hiểm cho đất nước của họ nếu Ortega công khai chống Hoa Kỳ thắng thế. Bolanos kết thúc với 56,3% phiếu bầu và Ortega đã thắng 42,3%.
Theo Tim Rogers, viết trong The Atlantic, trong nhiệm kỳ tổng thống thứ hai của mình, Ortega đã nắm "toàn quyền kiểm soát cả bốn ngành chính phủ, cơ quan nhà nước, quân đội và cảnh sát", và trong quá trình phá bỏ "nền dân chủ thể chế của Nicaragua". Frances Robles đã viết rằng Ortega nắm quyền kiểm soát "mọi khía cạnh của chính phủ... Quốc hội, Tòa án Tối cao, lực lượng vũ trang, tư pháp, cảnh sát và văn phòng công tố".

### Ứng phó với đại dịch COVID
Chính phủ của Tổng thống Ortega đã trở thành mục tiêu chỉ trích vì thiếu phản ứng với đại dịch.
Vào ngày 14 tháng 3 năm 2020, chính phủ của Ortega đã gọi một cuộc biểu tình lớn mang tên "Tình yêu trong thời đại COVID-19" để thể hiện sự ủng hộ đối với ông và chính phủ của ông. Điều này xảy ra vào giữa Đại dịch COVID-19 vừa mới được tuyên bố chính thức bởi WHO.
Theo CNN, kể từ giữa tháng 6 năm 2020, Ortega đã "từ chối áp dụng các biện pháp kiểm dịch nghiêm ngặt, phòng ngừa như ở các nước láng giềng" để chống lại đại dịch COVID-19. "Các trường công lập vẫn mở cửa, các doanh nghiệp tiếp tục hoạt động, các lễ hội và sự kiện văn hóa diễn ra gần như hàng tuần." Câu chuyện nói rằng từ giữa tháng 3 đến giữa tháng 6, sáu chính trị gia đã chết, và theo các nhân chứng, hài cốt của họ được xử lý vào ban đêm trong "chôn cất cấp tốc" (có cảnh sát tham dự nhưng "không có Thánh lễ, không đánh thức và không tổ chức tang lễ ", không có ảnh).

### 2018–2021 Các cuộc biểu tình ở Nicaragua
Vào tháng 4 năm 2018, các cuộc biểu tình của sinh viên phản đối vụ cháy khu bảo tồn thiên nhiên đã mở rộng để bao trùm một sắc lệnh không được lòng dân có thể cắt giảm trợ cấp an sinh xã hội và tăng đóng góp của người nộp thuế. Những người biểu tình đã bạo lực được khởi xướng bởi Thanh niên Sandinista do nhà nước tài trợ. Bất chấp những nỗ lực của chính phủ Ortega nhằm che giấu vụ việc thông qua việc kiểm duyệt tất cả các hãng tin thuộc sở hữu tư nhân, ảnh và video về vụ bạo lực vẫn được đưa lên mạng xã hội. họ đã gây ra sự phẫn nộ và kêu gọi thêm nhiều người Nicaragua tham gia vào các cuộc biểu tình.
Vào tháng 6 năm 2018, Tim Rogers đã viết trên tạp chí The Atlantic:
Trong bảy tuần qua, cảnh sát và lực lượng bán quân sự của Ortega đã giết hơn 120 người, chủ yếu là sinh viên và những người biểu tình trẻ tuổi khác đang yêu cầu tổng thống phế truất và trở lại chế độ dân chủ, theo một nhóm nhân quyền [CENIDH, Trung tâm Nhân quyền Nicaragua]. Cảnh sát truy lùng sinh viên như truy lùng kẻ thù. Lực lượng bán quân sự Sandinista Youth, được đảng của Ortega vũ trang và trả lương, lái những chiếc xe bán tải tấn công người biểu tình. Các nhóm người đeo mặt nạ cướp bóc và đốt phá các cửa hàng mà không bị trừng phạt. Cảnh sát mặc quần áo dân sự, và một số lực lượng bán quân sự mặc đồng phục cảnh sát. "Điều này bắt đầu giống Syria hơn là Caracas," một lãnh đạo doanh nghiệp Nicaragua nói với tôi.

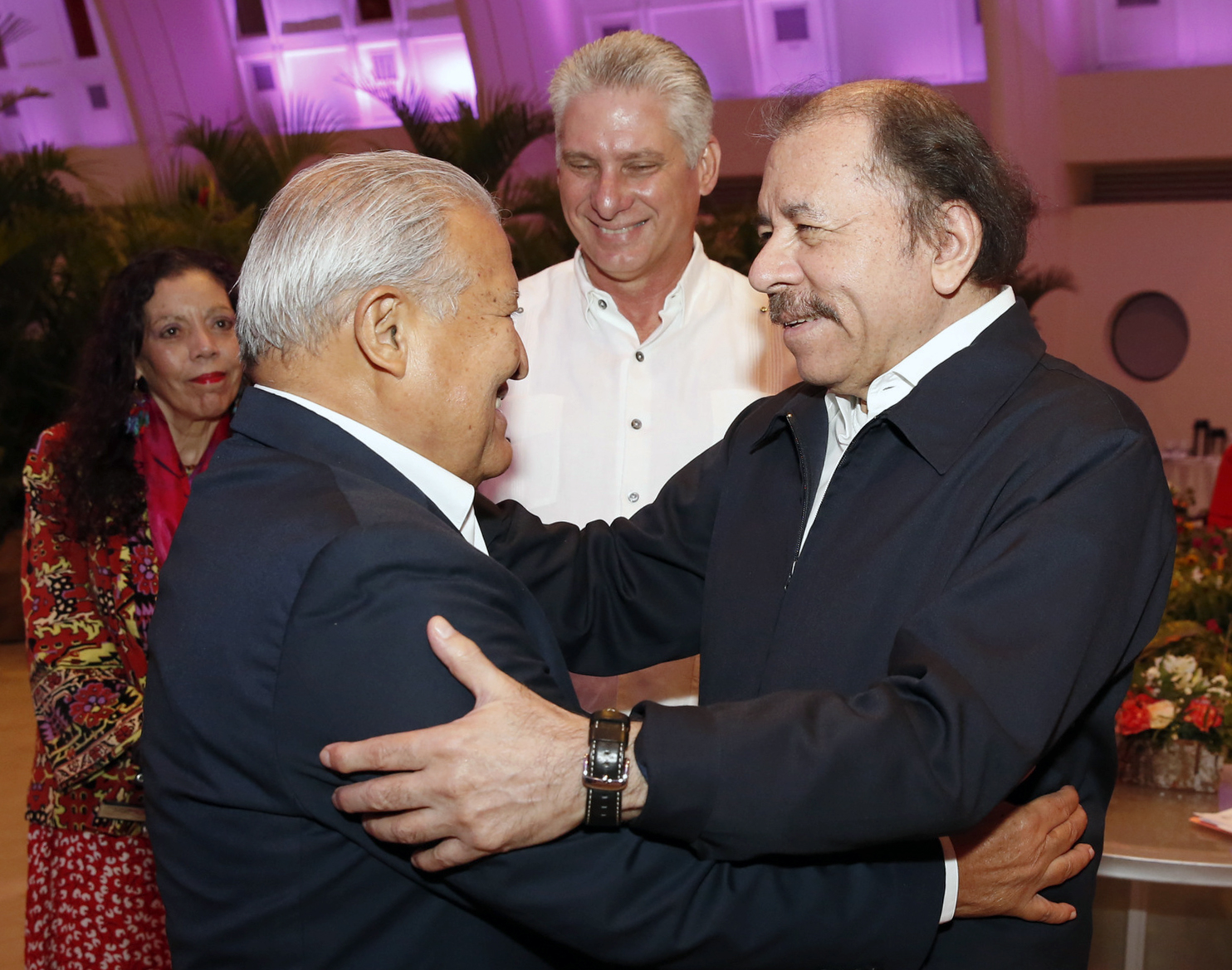
Cựu Tổng thống Salvador Salvador Sánchez Cerén và Daniel Ortega. Phía sau là Rosario Murillo, Đệ nhất phu nhân Nicaragua và Chủ tịch Cuba Miguel Díaz-Canel

Đến tháng 12, 322 người đã chết và 565 người bị cầm tù. Các chuyên gia tham gia vào các cuộc biểu tình (luật sư, chuyên gia kỹ thuật, phát thanh viên và thương gia) đã bị biến thành cuộc sống của "những ngôi nhà an toàn luôn thay đổi, ứng dụng nhắn tin được mã hóa và bút danh", với việc chính phủ Ortega bị cáo buộc "săn lùng chúng tôi như săn lùng con nai", theo một người bất đồng chính kiến (Roberto Carlos Membreño Briceño). Các văn phòng của tổ chức nhân quyền đã bị đột kích, máy tính bị tịch thu và các quan sát viên bị trục xuất. Các quan sát viên từ Tổ chức các Quốc gia Châu Mỹ đã bị trục xuất sau khi công bố một báo cáo điều tra quan trọng về phản ứng của chính phủ đối với các cuộc biểu tình. Báo cáo cho thấy chính phủ đã tiến triển từ "sử dụng hơi cay đến đạn cao su, sau đó là đạn thật và cuối cùng là hỏa lực quân sự như súng trường tấn công và súng phóng lựu" , dựa trên phân tích các video được đăng trên phương tiện truyền thông xã hội. Ít nhất 1.400 người tham gia biểu tình đã bị thương, mặc dù con số đó có lẽ "cao hơn nhiều vì hầu hết mọi người đều quá sợ hãi khi đến bệnh viện công, nơi các bác sĩ bị sa thải vì điều trị cho những người biểu tình bị thương". Đến tháng 7 năm 2019, tổ chức nhân quyền quốc tế Human Rights Watch đã kêu gọi Hoa Kỳ áp đặt các biện pháp trừng phạt đối với Ortega "và các quan chức cấp cao khác" của Nicaragua "dính líu" đến việc đàn áp các cuộc biểu tình.

## Hôn nhân và gia đình
Ortega kết hôn với Rosario Murillo vào năm 1979 trong một buổi lễ bí mật. Họ chuyển đến Costa Rica cùng với ba đứa con của cô từ cuộc hôn nhân trước. Ortega tái hôn với Murillo vào năm 2005 để cuộc hôn nhân được Nhà thờ Công giáo công nhận, như một phần trong nỗ lực hòa giải với nhà thờ. Hai vợ chồng có tám người con, ba trong số họ với nhau. Murillo là phát ngôn viên của chính phủ Ortega và là bộ trưởng của chính phủ, cùng các vị trí khác. Ortega nhận nuôi con gái riêng Zoilamérica Narváez vào năm 1986, thông qua một phiên tòa.

## Lịch sử bầu cử

### Tổng tuyển cử 1984
Tổng tuyển cử Nicaragua năm 1984

### Tổng tuyển cử 1990
Tổng tuyển cử Nicaragua năm 1990

### Tổng tuyển cử 1996
Tổng tuyển cử Nicaragua năm 1996

### Tổng tuyển cử năm 2001
Tổng tuyển cử Nicaragua năm 2001

### Tổng tuyển cử 2006
Tổng tuyển cử Nicaragua năm 2006

### Tổng tuyển cử 2011
Tổng tuyển cử Nicaragua năm 2011

### Tổng tuyển cử 2016
Tổng tuyển cử Nicaragua năm 2016

### Tổng tuyển cử năm 2021
Tổng tuyển cử Nicaragua năm 2021